# Alexandra Cardona Restrepo
Alexandra Cardona Restrepo (Ibagué, Tolima, 23 de junio de 1957) es una directora de cine, guionista y productora colombiana. 

Abrió los ojos a este mundo un 23 de junio en plenas festividades del folclor, en la Ciudad Musical de Colombia: Ibagué, Tolima. Para esa fecha mientras la muchachita lloraba en la Clínica Minerva, los ibaguereños celebraban su gran pachanga anual. Al mismo tiempo —para que se fuera enterando de cómo serían las cosas en su patria— un gran conflicto armado ardía en el territorio nacional. Doña Soledad, la mamá, nunca supo si la recién nacida lloraba de alegría por las fiestas o de pena por la trifulca. Esta es la hora en que la hija tampoco conoce la respuesta. La muchachita se hizo adulta sin lograr acostumbrarse a que su país es así: fiesta, reinados, miseria, corrupción, bala y una buena dosis de humor. Por tanto ha pasado toda su vida en un carrusel de guerra y alegría que aún la desconcierta y que hace parte esencial del contenido de su obra. 
Alexandra Cardona se dedicó entonces a contar historias donde quedara plasmado el enredo de sentimientos que le producen el pasado y presente de su país; "Su vida la tiene comprometida con la defensa, divulgación y protección de los Derechos Humanos, piensa que todos podemos hacer algo por el bien de la humanidad desde nuestra propia esquina, eso ha hecho Alexandra desde su esquina como directora de cine, escritora, documentalista y líder gremial.”
Ha sido directora, guionista, productora y editora de sus propias películas de ficción, de las que sobresalen: “De Vida o muerte", 1992, "Derechos Reservados", 1992 y "Confesión a Laura", 1992.
Como documentalista a través de su empresa Karamelo Producciones Ltda, ha realizado varios documentales, donde ha abordado la situación de los Derechos Humanos en nuestro País, entre ellos, "Escuela y desplazamiento", realizado para la Unesco y el Ministerio de Educación Nacional, 2002; "¡La vida Vive!", basado en un paralelo entre los fállidos diálogos del Caguán y el trabajo social de la Misionera Reina Amparo Restrepo, quien fue galardonada con el Premio Nacional de Paz, 2007. "Los derechos humanos, el punto de entrada: El Corazón”, propuesta pedagógica para enseñar derechos humanos, cuya realización contó con el apoyo de la oficina del Alto Comisionado de Naciones Unidas para los Derechos Humanos, 2004, "Tiempo de la verdad", trabajo realizado para divulgar la llamada Ley de Justicia y Paz con el fin de estableces quiénes son víctimas, que derechos tienen y cómo pueden ejercerlos. Este trabajo fue dirigido por la Procuradora delegada para los Derechos Humanos Patricia Linares y financiado por la Procuraduría General de la Nación (PGN).  Para realizarlo Alexandra, junto con su equipo, recopiló historias como el crimen del profesor Alfredo Correa de Andreis, el asesinato de miembros de la Unión Patriótica, la llamada Masacre de Nueva Venecia, la desaparición entre Valledupar y Codazzi de cinco miembros del CTI y otras múltiples violaciones a los DDHH ocurridas a lo largo y ancho del país. El resultado del trabajo se emitió por todas las cadenas de la TV pública en 2007. También recopiló el importante encuentro realizado en Bogotá, Colombia denominado "Coloquio Postcolonialismo y Utopía en el Bicentenario", 2010.
Su documental "Retratos de familia", 2010-2013, recoge la problemática de los mal llamados "Falsos Positivos", en el que a través de la memoria de las “madres de Soacha” da rostro, historia y vida, a varios de los jóvenes del municipio de Soacha que fueron asesinados y presentados como los mal llamados “falsos positivos”.   “Retratos de Familia” ha sido clave para poner en primer lugar de la discusión social y política de Colombia y el mundo la necesidad de conocer la verdad sobre los “Falsos Positivos”. El mismo hizo parte del proyecto Unidad de Memoria y Derechos Humanos del Archivo de Bogotá, que fue  dirigido por Patricia Linares. La musicalización la realizó la cantautora Andrea Echeverri quien compuso la canción “Mamitas” para el mismo. El documental fue estrenado en el Festival Internacional de Cine de Cartagena de Indias. Obtuvo el Premio DOCUMENTA 2013 como Mejor Largometraje Documental Andino, Caracas, Venezuela, el 13 de noviembre de 2013, otorgado por la embajada de Francia en ese país y la alianza francesa. Además, fue seleccionado para participar en el Festival Internacional de Cine Documental de Lyon, 2014 y ha sido divulgado mundialmente, permitiendo que el caso de las llamadas “madres de Soacha” se conozca en el mundo.
De 2014 a 2015, realizó varios documentales para la Fundación Nacional Batuta dentro del proyecto “Música para la reconciliación”,  registrando la experiencia en diversos lugares de Colombia, comunidades indígenas, sectores populares, en los que la música se ha convertido en un elemento que rescata vidas para la reconstrucción y construcción de un mejor país. Escribió, dirigió y presentó junto al periodista Hernando Salazar, el programa de televisión "Las Kosas por su nombre", donde con humor crítico, plantea las contracciones que al interior de los medios de comunicación se desarrollan al informar.

## Escritora literaria
Como escritora literaria ha desarrollado un activo trabajo, a partir de "Fragmentos de una sola pieza", 1995, novela con la que ganó una beca por parte de Mincultura y que fue publicada por Planeta, "Con todo el corazón, historias de vida y sida", 1995, Intermedio Editores, "Érase una vez en el paraíso", 1996, guion, "Un País donde todo ocurre", 2006, libro de crónicas, Intermedio Editores, "Confesión a Laura", 2011, guion original de la película del mismo nombre, publicado por la Universidad EAFIT y la Corporación Santa Fe de Antioquia.
Sus proyectos, que son muchos, como concluir el trabajo realizado durante nueve años en el que recopiló el conflicto desde lo que provisionalmente llama “Cartas Desde El Frente”; realizar el documental "Casa Arana, la reconstrucción", donde expone de manera detallada, el genocidio contra los indígenas, por causa de las Caucherías, ocurrido en 1900; publicar “Amarillo", novela ambientada durante la guerra de los mil días, así como seguir construyendo "Los jardines de la Memoria", cuyo primer jardín fue instalado el 9 de abril de 2014, en la vereda de Las Liscas, Ocaña, Norte de Santander, en el mismo lugar donde las madres de Soacha encontraron los cadáveres de varios de sus hijos, desaparecidos, asesinados y presentados como falsos combatientes, quedaron en pausa a partir del momento en que se dedicó con alma, vida y sombrero a sacar adelante a REDES.

## Trabajo gremial
Es socia fundadora y presidenta de la Red Colombiana de Escritores Audiovisuales, Sociedad de Gestión Colectiva -REDES SGC-, que bajo su liderazgo y con el apoyo de sus colegas y del equipo técnico que han ido formando, se convirtió en la primera sociedad de gestión colectiva de escritores del audiovisual que existe en Colombia. La existencia de REDES hizo posible que desde el inicio de la pandemia se prestara un apoyo concreto a los escritores del audiovisual, que se ejerzan los derechos conquistados con la “Ley Pepe Sánchez” y  se logre recaudar los dineros que corresponden a los escritores del audiovisual por concepto de comunicación pública de sus obras, así como que los escritores tengan una presencia en las decisiones políticas que se toman en el país y en el mundo respecto a su oficio. El trabajo, dice, "ha sido muy duro, pero de gran satisfacción, especialmente el año pasado cuando, a raíz de la pandemia, pudimos brindar ayudas concretas a todos nuestros asociados. Por eso siempre digo, el que trabaje en la gestión colectiva debe ser un convencido de los derechos humanos, gestión colectiva y derechos humanos van pegaditos”.

## Derechos Humanos
Sus investigaciones han generado grandes luces, en lo que tiene que ver con los derechos humanos, y la creación de una verdadera conciencia en la defensa de la vida y los derechos que le asisten a los creadores en sus diversas facetas. 

Se ha ganado con su brillante trabajo creativo un reconocido espacio en el cine y televisión, cuyo respaldo está en su amplia filmografía y su trabajo literario.
Es una convencida de que su trabajo debe servir para cambiar la mentalidad generacional y proyectarnos a mejores miradas desde lo social, que es la médula de los cambios que debe experimentar Colombia y su ciudadanía. ¿De dónde salió esta pasión por contar historias? Sin ninguna duda, afirma, de doña Soledad mi mamá. La mejor contadora de historias que he conocido, desde que arranca hasta que termina me mantiene en vilo y sin parpadear. ¿Y las ganas de contribuir a construir un mundo mejor? “Seguro viene en mi ADN, pero hubo una persona que lo estimuló, se llamaba el abuelo Javier y es el ser humano más coherente que he conocido, a él ofrezco los logros en estos espacios”.

## Premios
Son muchos los premios y estímulos obtenidos por sus realizaciones, que organizaciones y festivales han destacado, como el otorgado por la Fundación del Nuevo Cine Latinoamericano, donde recibió el Premio Opera Prima, La Habana, Cuba, 1989, el Sudance Institute Usa, seleccionó su guion "Confesión a Laura", con el que participó en el Taller dictado, 1990, mención de honor por parte de Focine, en el concurso de guiones de largometraje, 1989.
Con la película "Confesión a Laura", fue premiada en diversos festivales de cine, entre ellos, el de Huelva, La Habana, Cartagena, el de Trieste, Biarritz, Nueva York, de Berlín y San Antonio, Texas 1992. La Academia de Artes y Ciencias Cinematográficas conserva su guion Confesión a Laura en su biblioteca.

## Reconocimientos
Por ese activo trabajo que bien vale la pena resaltar, muchas han sido las condecoraciones recibidas que reafirman su talentoso trabajo para bien de la literatura, audiovisuales y la defensa de los derechos de humanos, de autor y conexos. El Congreso de la República de Colombia la condecoró con la Orden de la Democracia en el grado de Comendador, por su aporte a la cultura nacional. (1994). Festival de los Ocobos, Ibagué, Tolima, el Ocobo Rosado Recibió la máxima condecoración por considerar que “… ha dedicado gran parte de su vida a trabajar y divulgar la cultura e historia real de nuestro país, a través de su producción cinematográfica y literaria”. (2009). Alcaldía de Ibagué y el Consejo Municipal expidieron un decreto para “Exaltar a la escritora y realizadora Cinematográfica Alexandra Cardona Restrepo”. (2009). Alcaldía Mayor de Bogotá, Secretaria de Cultura Recreación y Deporte, y el Instituto Distrital de Las Artes –IDARTES–, le rindieron homenaje “Por ser una mujer comprometida con la divulgación, defensa y protección de los derechos humanos a través de la creación audiovisual. (2011)

## Filmografía

### Productora y guionista
1992 - De Vida o Muerte
1992 - Derechos Reservados
1992 - Confesión a Laura

### Directora de documentales
Desde la empresa Karamelo Producciones Ltda., ha dirigido varios documentales cuyo punto común es la situación de los Derechos Humanos en Colombia. 
2002 - Escuela y Desplazamiento Documental para la UNESCO y El Ministerio de Educación Nacional de Colombia. 
2003 - ¡La Vida Vive! en San Vicente del Caguán, documental que recoge la experiencia de la Hermana Reina Amparo Restrepo  —galardonada posteriormente con el Premio Nacional de Paz 2007—, mientras se desarrollan los diálogos de Paz entre el Gobierno y las FARC, hasta el momento en que se rompen.
2004 - Los Derechos Humanos, el punto de entrada: El Corazón, Documental sobre una propuesta pedagógica para enseñar a enseñar derechos humanos, realizado para la Oficina en Colombia del Alto Comisionado de Naciones Unidas para los Derechos Humanos.
2007 - Tiempo de la Verdad Emitido por todas las cadenas de TV pública. 
2010 - Coloquio, Postcolonialismo y Utopía en el Bicentenario Documental
2010 - 2013 Retratos de Familia Documental que dignifica a los jóvenes de Soacha y a las madres de los mal llamados “Falsos Positivos”. 
2014 - 2015 Realizó varios documentales para la Fundación Nacional Batuta, que refleja la labor de la Fundación en casi todos los rincones de Colombia en particular su trabajo de música para la reconciliación, el restablecimiento de los derechos de la niñez, la juventud desplazada y las víctimas de la violencia en Colombia a través de los diferentes programas que desarrolla. 
2015 Las Kosas Por su Nombre Programa que muestra con humor crítico las contradictorias maneras en que muchos medios de comunicación han informado e informan sobre diversos acontecimientos que han marcado la vida del país y del mundo, en particular hace énfasis en sucesos políticos. Este programa lo dirigió, escribió, presentó y se emitió desde octubre a diciembre de 2015 por Canal Capital.
Entre el 30 de diciembre de 2002 y el 31 de diciembre de 2011 filma Con el Amor a Cuestas, documental que recopila el transcurrir de la vida de la esposa e hijos del General Luis Mendieta mientras este permanece retenido por las FARC. (En Posproducción). 
En la actualidad trabaja en el desarrollo del proyecto Documental Casa Arana, La Reconstrucción, que cuenta la historia del genocidio cometido con los indígenas colombianos por causa de las caucherías, en 1900.

## Escritora literaria
1995 - Fragmentos de una sola pieza Ganó una beca del Ministerio de Cultura y fue publicada por Planeta.
1995 - Con todo el corazón Publicado por Intermedio Editores
1996 - Érase una vez en el paraíso Guion de Largometraje 
2006 - Un país donde todo ocurre Publicado por Intermedio Editores
2006 - Amarillo Hace parte de la Trilogía Amarillo, Azul y Rojo
2011 - Guion Original Confesión a Laura Publicado por La Universidad EAFIT y la Corporación Santa Fe de Antioquia.
2011 - 1928 Guion de Largometraje 